# Trioza astraea
Trioza astraea är en insektsart som beskrevs av Bliven 1960. Trioza astraea ingår i släktet Trioza och familjen spetsbladloppor. Inga underarter finns listade i Catalogue of Life.